# Голуб Андрій Олександрович
Андрі́й Олекса́ндрович Го́луб (нар. 23 листопада 1987) — український футболіст, захисник.

## Життєпис
Андрій Голуб народився 23 листопада 1987 року. У ДЮФЛ грав у складі криворізького «Кривбаса» (2001—2006 — 96 матчів — 4 м'ячі). У першості дублерів ПЛ України у складі «Кривбаса» (U-21) у 2006—2008 роках зіграв 39 матчів, а також 26 вересня 2007 року провів увесь матч в «основі» «Кривбаса» в кубковій зустрічі з тернопільською «Нивою» (0:1). У 2008 році виступав у складі криворізького клубу «Міталл» у чемпіонаті Дніпропетровської області, у складі якого зіграв 10 поєдинків та двічі відзначився забитими м'ячами у воротах суперників. У Другій лізі чемпіонату та Кубку України захищав кольори криворізького «Гірника»: за сім років виступів за «гірників» провів 128 матчів, у яких забив два м'ячі. У середині лютого 2015 року з «Гірника» перейшов до «„Інгульця“». За підсумками сезону 2015/16 років разом із командою став бронзовим призером Другої ліги чемпіонату України. Наприкінці грудня 2016 року залишив петрівську команду.

## Досягнення
- Друга ліга чемпіонату України
  -  Бронзовий призер (1): 2015/16